# Matthew Gribble
Matthew Owen Gribble (Houston, 28 marzo 1962 – Miami, 21 marzo 2004) è stato un nuotatore statunitense.

## Carriera
Specializzato nella farfalla, vinse due titoli mondiali (100m farfalla e 4x100m misti) ai campionati mondiali di Guayaquil 1982.

## Palmarès
- Mondiali

Guayaquil 1982: oro nei 100m farfalla e nella staffetta 4x100m misti.
- Giochi panamericani

Caracas 1983: oro nei 100m farfalla, nella staffetta 4x100m stile libero e 4x100m misti.